# Barlekha
Barlekha är ett underdistrikt i Bangladesh. Det ligger i den östra delen av landet, 210 kilometer nordost om huvudstaden Dhaka.
I omgivningarna runt Barlekha växer huvudsakligen savannskog. Runt Barlekha är det tätbefolkat, med 308 invånare per kvadratkilometer.